# Daya Teungoh
Daya Teungoh is een bestuurslaag in het regentschap Pidie van de provincie Atjeh, Indonesië. Daya Teungoh telt 262 inwoners (volkstelling 2010).